# 日本暮蟬
日本暮蟬（学名：Tanna japonensis），也称日本螗蝉，为蟬科暮蟬屬下的一个种。分佈於日本，常在朝夕时发出刺耳的鸣叫声。
在日本，由于其鸣叫声，人们也称之为“Kanakana”（カナカナ）、“Kanakana蝉”（カナカナ蟬）；日本汉字写法有、等，同时它也是秋天的季语。

## 特征
成虫体长雄性28-38 mm，雌性21-25 mm左右。雄性的腹部和雌性相比明显更大更长，雄雌很容易辨别。另外，雄性的腹腔内有发达的大共鸣腔，几乎空洞。体色接近赤褐色，但头部的复眼附近、前胸的边缘和背面中央是绿色的。不过体色会因种群而有变异，山地的倾向于呈黑色。

### 叫声
- 日本暮蟬蟬鳴（部分、1分36秒，96kbps）於神奈川縣川崎市麻生區
- 日本暮蟬蟬鳴（部分、48秒，24kbps）於神奈川縣川崎市宮前區東高根森林公園（日语：東高根森林公園）

## 有關作品
- 暮蟬悲鳴時